# Африканские гологлазы
Африканские гологлазы, или панасписы (лат. Panaspis) — род ящериц из семейства сцинковых.
Виды:
- Panaspis africana — Гвинейский панаспис
- Panaspis annobonensis — Островной панаспис
- Panaspis breviceps — Короткоголовый панаспис
- Panaspis burgeoni — Горный панаспис
- Panaspis cabindae
- Panaspis chriswildi
- Panaspis helleri
- Panaspis kitsoni
- Panaspis maculicollis
- Panaspis megalurus — Голубохвостый панаспис
- Panaspis nimbaensis — Намибийский панаспис
- Panaspis quattuordigitata — Четырёхпалый панаспис
- Panaspis reichenowi — Панаспис Рейхенова
- Panaspis rohdei — Габонский панаспис
- Panaspis thomasi — Кенийский панаспис
- Panaspis togoensis — Тогоский панаспис
- Panaspis wahlbergi — Панаспис Валберга